# Tobias Arndal
Tobias Arndal (Odense, 1º settembre 1997) è un calciatore danese, centrocampista dell'Hillerød.

## Carriera

### Club
Arndal ha giocato con le maglie di Tarup-Paarup e Oure. Il 12 luglio 2017, l'Horsens ha ufficializzato l'ingaggio di Arndal, che si è legato al nuovo club con un contratto annuale: ha scelto di vestire la maglia numero 19. Il 14 luglio ha debuttato in Superligaen, subentrando a Kjartan Finnbogason nella vittoria per 1-2 arrivata sul campo dell'Aarhus. Il 23 luglio ha siglato la prima rete nella massima divisione danese, nel 4-1 inflitto al Lyngby. Il 21 agosto 2017 ha prolungato il contratto che lo legava al club fino al 30 giugno 2021.
Il 31 gennaio 2019, Arndal è stato ceduto in prestito al Næstved. A marzo è tornato all'Horsens. Il 12 giugno 2019 ha rescisso il contratto che lo legava al club.
Il 4 luglio 2019 ha firmato un contratto valido fino al 31 dicembre 2020 con i norvegesi dell'Arendal, a cui si è legato fino al 31 dicembre 2020. Ha esordito in 2. divisjon l'11 agosto, subentrando a Conrad Wallem nella sconfitta per 0-1 arrivata contro il Kvik Halden. L'8 settembre ha trovato la prima rete, nella vittoria per 2-7 maturata sul campo del Byåsen.
Il 18 febbraio 2021, Arndal ha fatto ritorno in Danimarca, per giocare nelle file dell'Hillerød: ha firmato un contratto valido fino al termine della stagione.

## Statistiche

### Presenze e reti nei club
Statistiche aggiornate al 18 febbraio 2021.
| Stagione       | Club           | Campionato     | Campionato | Campionato | Coppe nazionali | Coppe nazionali | Coppe nazionali | Coppe continentali | Coppe continentali | Coppe continentali | Supercoppe | Supercoppe | Supercoppe | Totale | Totale |
| Stagione       | Club           | Comp           | Pres       | Reti       | Comp            | Pres            | Reti            | Comp               | Pres               | Reti               | Comp       | Pres       | Reti       | Pres   | Reti   |
| -------------- | -------------- | -------------- | ---------- | ---------- | --------------- | --------------- | --------------- | ------------------ | ------------------ | ------------------ | ---------- | ---------- | ---------- | ------ | ------ |
| 2017-2018      | Horsens        | SL             | 20         | 2          | CD              | 2               | 0               | -                  | -                  | -                  | -          | -          | -          | 22     | 0      |
| 2018-gen. 2019 | Horsens        | SL             | 7          | 0          | CD              | 2               | 0               | -                  | -                  | -                  | -          | -          | -          | 9      | 0      |
| gen.-mar. 2019 | Næstved        | 1D             | 0          | 0          | CD              | -               | -               | -                  | -                  | -                  | -          | -          | -          | 0      | 0      |
| mar.-giu. 2019 | Horsens        | SL             | 3          | 0          | CD              | -               | -               | -                  | -                  | -                  | -          | -          | -          | 3      | 0      |
| Totale Horsens | Totale Horsens | Totale Horsens | 30         | 2          |                 | 4               | 0               |                    | -                  | -                  |            | -          | -          | 34     | 2      |
| ago.-dic. 2019 | Arendal        | 2D             | 9          | 2          | CN              | -               | -               | -                  | -                  | -                  | -          | -          | -          | 9      | 2      |
| 2020           | Arendal        | 2D             | 16         | 2          | -               | -               | -               | -                  | -                  | -                  | -          | -          | -          | 16     | 2      |
| Totale Arendal | Totale Arendal | Totale Arendal | 25         | 4          |                 | 0               | 0               |                    | -                  | -                  |            | -          | -          | 25     | 4      |
| feb.-giu. 2021 | Hillerød       | 2D             | 0          | 0          | CD              | -               | -               | -                  | -                  | -                  | -          | -          | -          | 0      | 0      |
| Totale         | Totale         | Totale         | 55         | 6          |                 | 4               | 0               |                    | -                  | -                  |            | -          | -          | 59     | 6      |